# Villaperuccio
Villaperuccio település Olaszországban, Szardínia régióban, Carbonia-Iglesias megyében. Lakosainak száma 995 fő (2023. január 1.). Villaperuccio Piscinas, Santadi, Nuxis, Narcao, Perdaxius és Tratalias községekkel határos.

## Népesség
A település lakossága az elmúlt években az alábbi módon változott:
| Lakosok száma | 1095 | 1090 | 995  |
|               | 2017 | 2018 | 2023 |